# Shōya Tomizawa
Shōya Tomizawa (富沢祥也, Asahi, Chiba, 10 de diciembre de 1990-Riccione, Italia, 5 de septiembre de 2010) fue un piloto japonés de motociclismo. Después de una exitosa carrera en el All Japan Road Race Championship, cambió al campeonato mundial y compitió en la clase de 250cc durante 2009.
En la temporada 2010 montó en la nueva clase de Moto2. Tomizawa ganó la primera carrera de la nueva clase, en Losail en Catar, ganando por casi cinco segundos de Alex Debón y Jules Cluzel. Tomizawa murió después de sufrir un trauma craneal, torácico y abdominal en el Gran Premio de San Marino.

## Trayectoria
Tomizawa empezó a competir en 1994 y en 2001 pasó a las minimotos. En 2006 debutó en la categoría de 125 cc del Campeonato mundial de motociclismo como invitado en el Gran Premio de Japón. Al año siguiente volvió a participar en esa carrera como invitado, terminando en 22.ª posición. En 2008 debutó en 250cc de nuevo en el Gran Premio de Japón acabando 14.º. Acabó la temporada en 26.ª posición con 2 puntos. En esos años también participó en los campeonatos japoneses de 125 y 250, obteniendo como mejor resultado el 2.º puesto en 125 en 2006 y en 250 en 2008.
En 2009 disputó toda la temporada de 250 con el equipo Honda, terminando 17.º con 32 puntos. Esa temporada se vio obligado a perderse el Gran Premio de Indianápolis debido a una lesión.
En 2010 pasó a la nueva categoría Moto2 con el equipo Technomag-CIP, teniendo de compañero al suizo Dominique Aegerter. Pasó a la historia al ganar la primera carrera de la temporada en Catar. También consiguió la pole y la segunda posición en España.
Llevaba en su mono un pequeño dorsal 74 en homenaje al piloto compatriota Daijirō Katō, que también perdió la vida tras un accidente en la pista.

## Fallecimiento

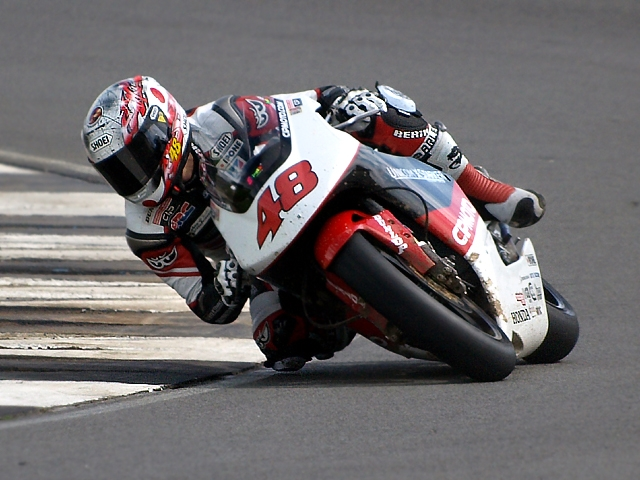
Tomizawa en el Gran Premio de Gran Bretaña de 2009.

Falleció el 5 de septiembre de 2010, a las 14:20 hora local, tras el brutal accidente que sufrió durante el Gran Premio de San Marino en la categoría de Moto2. Tomizawa se cayó en la vuelta número 12 y fue arrollado por los pilotos que le seguían, Scott Redding y Alex De Angelis, causándole múltiples traumatismos en el cráneo, tórax y zona abdominal, además de hemorragias internas.

## Resultados
| Año  | Cat.  | Moto  | 1      | 2      | 3       | 4       | 5       | 6       | 7       | 8      | 9      | 10      | 11      | 12     | 13      | 14      | 15     | 16     | 17  | Pos. | Pts. |
| ---- | ----- | ----- | ------ | ------ | ------- | ------- | ------- | ------- | ------- | ------ | ------ | ------- | ------- | ------ | ------- | ------- | ------ | ------ | --- | ---- | ---- |
| 2006 | 125cc | Honda | SPA    | QAT    | TUR     | CHN     | FRA     | ITA     | CAT     | NED    | GBR    | GER     | CZE     | MAL    | AUS     | JPN Ret | POR    | VAL    |     | -    | -    |
| 2007 | 125cc | Honda | QAT    | SPA    | TUR     | CHN     | FRA     | ITA     | CAT     | GBR    | NED    | GER     | CZE     | SMR    | POR     | JPN 22  | AUS    | MAL    | VAL | -    | -    |
| 2008 | 250cc | Honda | QAT    | SPA    | POR     | CHN     | FRA     | ITA     | CAT     | GBR    | NED    | GER     | CZE     | SMR    | IND     | JPN 14  | AUS    | MAL    | VAL | 26.º | 2    |
| 2009 | 250cc | Honda | QAT 12 | JPN 10 | SPA 12  | FRA Ret | ITA Ret | CAT Ret | NED Ret | GER 13 | GBR 15 | CZE 13  | IND DNS | SMR 12 | POR Ret | AUS 15  | MAL 16 | VAL 10 |     | 17.º | 32   |
| 2010 | Moto2 | Suter | QAT 1  | SPA 2  | FRA Ret | ITA 6   | GBR 6   | NED 5   | CAT Ret | GER 18 | CZE 10 | IND DNS | SMR Ret | ARA    | JPN     | MAL     | AUS    | POR    | VAL | 8.º  | 82   |